# Анастас Караджов
Анастас Караджов, наричан също Стасо Караджов, Стасо Караджа или Ташко Караджа (на гръцки: Αναστάσιος Καρατζάς, Анастасиос Карадзас, на македонска литературна норма: Ташко Караџа, Ташко Караджа) е гръцки политик, деец на Гръцката комунистическа партия.

## Биография
Анастас Караджов е роден в 1914 година в костурското село Дъмбени, днес Дендрохори, Гърция. Син е на Атанас (Насо) Караджов и брат на Васил (1923-2005), Кича (Евдокия, р. 1926), Амалия и Янка Караджови. След завършване на основното образование учи две години в земеделско училище в Лерин, откъдето е изключен през 1930 година. Отдава се цялостно на левичарски политически активизъм и се самообразова. През март 1932 е арестуван и осъден на двумесечен затвор, който отлежава в Костур. Впоследствие интерниран в Лариса.
При диктатурата на генерал Метаксас Анастас Караджов е арестуван през октомври 1936 година. След разпити в полицейските участъци в Костур, Солун и Пирея той е затворен на острова Агиос Евстратиос, а впоследствие — в затвора Акронавплия до 1941 година, когато Гърция е разгромена от Нацистка Германия. На 28 юни 1941 заедно с Андрей Чипов, Атанас Пейков, Лазар Дамов, и още 23 комунистически затворници от македонски произход той е освободен оттам по настояване на българското посолство в Атина пред германските окупационни власти.
След освобождението си Караджов се включва активно във възстановянето на ГКП. Определен е за първи секретар на окръжния комитет на ГКП в Катерини. Като член на Областното младежко бюро на партията за Гръцка Македония отговаря за дейността сред студентите в Солунския университет. Сред основателите е на съпротивителната организация „Елевтерия“. Арестуван на 8 април 1942 г. в Солун от гръцките специални служби. Осъден на смърт от немските власти и разстрелян на 23 май 1942 г. в Солун.